# خط امان
خط امان (پژوهشی در موعود ادیان) کتابی از محمد امامی کاشانی است که در سال ۱۳۸۷ منتشر و در مراسم کتاب سال جمهوری اسلامی ایران به‌عنوان کتاب برگزیده معرفی شد.